# Quick Den Haag

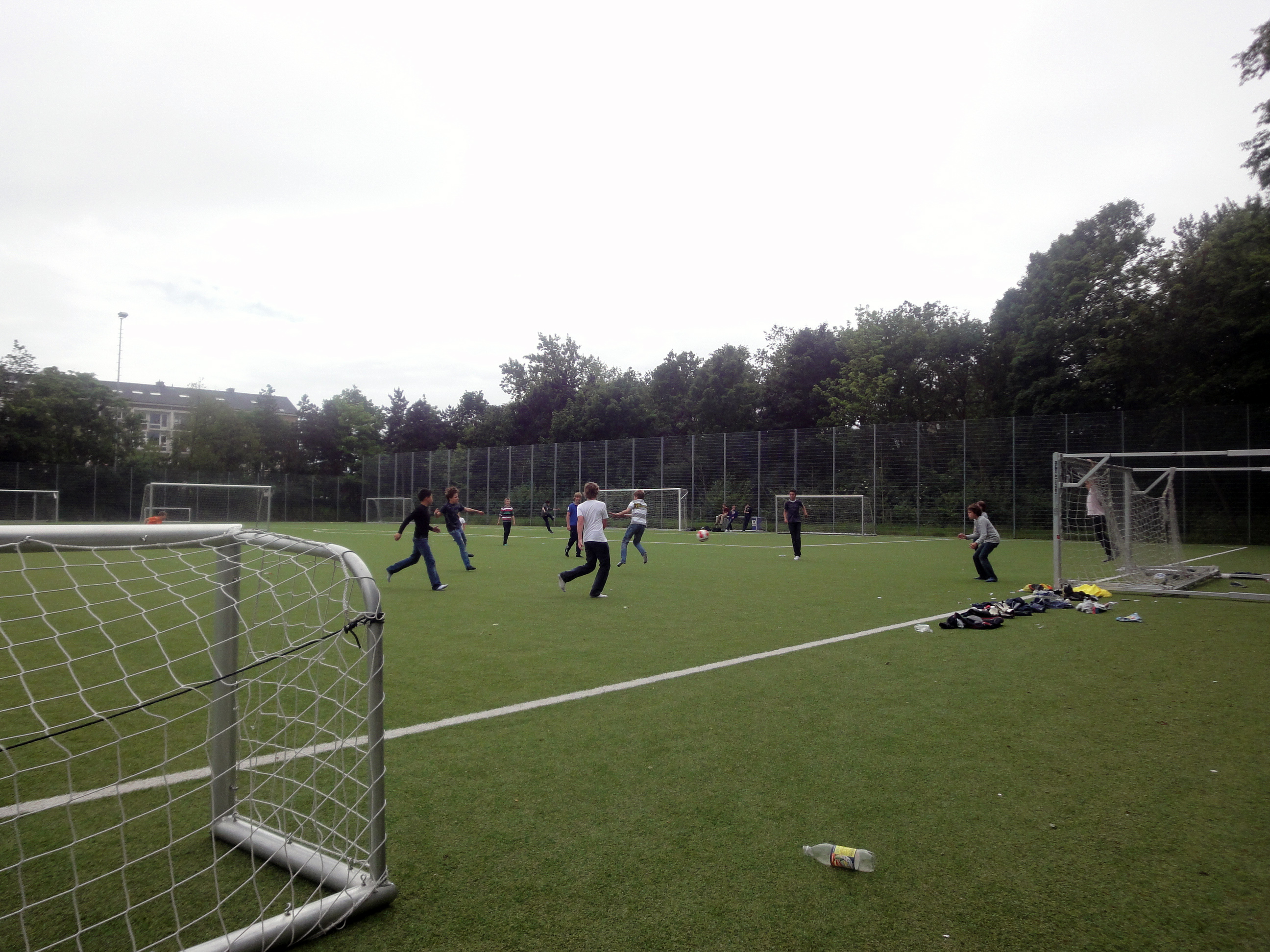
Campo de entrenamiento del H.V. & C.V. Quick

El H.V. & C.V. Quick, conocido también como Quick Den Haag, es un equipo de fútbol de los Países Bajos que juega en la Derde Divisie, la cuarta división nacional.

## Historia
Fue fundado el 1 de marzo de 1896 en la capital La Haya como equipo de fútbol y de críquet. En fútbol ganaron el Campeonato Neerlandés de Fútbol 1907-08 y la copa nacional en cuatro ocasiones, pero sus secciones de críquet tanto en masculino como en femenino han ganado el campeonato nacional en varias ocasiones, siendo de los equipos más fuertes durante el siglo XXI.

## Palmarés
- Landskampioen: 1

1908
- Holdertbeker: 4

1909, 1910 (con el segundo equipo), 1911, 1916
- Zilveren Bal: 5

1908, 1909, 1915, 1957, 1968

## Jugadores

### Jugadores destacados
| - Raymond Atteveld - Raymond Baten - Reinier Beeuwkes - Crescendo van Berkel - Roel Buikema - Ali Boussaboun - Guyon Fernandez - Kai van Hese - Arnold Hörburger - Geoffrey Knijnenburg | - Robert van Koesveld - Cees de Lange - Mimoun Mahi - Joop Niezen - Lou Otten - Jops Reeman - Edu Snethlage - Caius Welcker - Eddy de Neve |